# Bartolomeo Ammanati
Bartolomeo Ammanati, italijanski arhitekt in kipar, * 18. junij 1511, Settignano, Italija, † 13. april 1592, Firence, Italija.
Učil se je pri Bandinelliju in Sansovinu. Bolj kot kipar je znan po arhitekturi, predvsem v Rimu.